# Brachycrotaphus karschi
Brachycrotaphus karschi is een rechtvleugelig insect uit de familie veldsprinkhanen (Acrididae). De wetenschappelijke naam van deze soort werd voor het eerst geldig gepubliceerd in 1926 door Boris Petrovich Uvarov.